# Go-Kashiwabara
Go-Kashiwabara (後柏原, 19 de novembro de 1462 – 19 de maio de 1526) foi o 104º imperador do Japão, na lista tradicional de sucessão. Pertencia ao Ramo Jimyōin-tō da Família Imperial. Seu reinado abrangeu os anos de 1500 a 1526.

## Vida
Antes de ascender ao Trono do Crisântemo, seu nome pessoal era Katsuhito, o filho mais velho do Imperador Go-Tsuchimikado. Sua mãe era Niwata Asako filha de Niwata Nagakata líder de um dos ramos do Clã Minamoto.
Em 1500, Katsuhito se tornou imperador após a morte de seu pai, Go-Tsuchimikado. No entanto, por causa dos efeitos posteriores da Guerra de Ōnin, a Família Imperial ficou tão empobrecida que não nem pôde realizar a cerimônia formal de coroação. Somente em 22 de agosto de 1521, graças às contribuições de Jitsunyo (filho de Rennyo, o abade do templo Hongan-ji) e do Muromachi Bakufu, o Imperador finalmente pôde realizar esta cerimônia.
Em 1501 O ex-xogum Ashikaga Yoshimura foi exilado para a província de Suo. O ex-xogum viveu no exílio na casa do Daimiô daquele han. Mudou então o nome, passando a se chamar Ashikaga Yoshitane. La arregimentou muitos apoiadores e convocou as forças militares do oeste do Japão para ajudá-lo. Já seu rival, Hosokawa Masamoto se transformou no mestre de todas as províncias do Kinai.
Em 1503 ocorreu no pais uma grande seca e por conseguinte no ano seguinte ocorreu uma carestia generalizada. Em 1508 estourou uma nova revolta em Quioto, além disso neste ano ocorreu o assassinato de Hosokawa Masamoto. Estes fatos encorajaram Yoshitane a retomar a capital, reunindo suas tropas e marchando em direção a Quioto; e no meio do ano já estava no comando das ruas da capital. A partir dai Yoshitane passa a ser o décimo xogum do período Muromachi.
Em 1510  ocorreu o Distúrbio dos Três Portos envolvendo o Reino de Joseon, Go-Kashiwabara foi obrigado a fazer concessões que conduziram ao acordo de 1512 e à reconciliação com o governo coreano.
Em 1525 todas as cerimônias da Corte foram suspensas por falta de fundos. Em 19 de maio de 1526, Go-Kashiwabara veio a falecer aos 63 anos. Ele reinou 26 anos e foi encontrado morto em sua biblioteca. Go-Kashiwabara é consagrada com outros imperadores no túmulo imperial chamado Fukakusa no kita no misasagi em Fushimi-ku, Quioto.